# Партия демократического социализма
Па́ртия демократи́ческого социали́зма (нем. Partei des Demokratischen Sozialismus, PDS) — политическая партия, образованная в ГДР 4 февраля 1990 года из Социалистической единой партии Германии (СЕПГ), в результате потери последней доминирующего положения в руководстве немецкого государства. 
Партия являлась единственной партией бывшей ГДР, сохранившей свою организационную самостоятельность, а также свою восточногерманскую идентичность. В объединённой Германии (с 17 июля 2005 года под названием «Левая партия. ПДС» (нем. Die Linkspartei.PDS), существовала до 16 июня 2007 года, когда в результате объединения с партией «Труд и социальная справедливость — Избирательная альтернатива» (WASG) была создана новая партия «Левая».

## Развитие
Лидеры ПДС видели партию продолжательницей традиций Коммунистической партии Германии по многим вопросам внутриполитической жизни. С изменением названия партии были связаны трансформации её состава и партийных установок. Несмотря на переименование, ПДС считала себя наследницей СЕПГ и брала на себя всю полноту ответственности, связанной с её деятельностью. Однако, политические противники упрекали её, что она не справляется со всеми противоречиями прошлого и не пытается их преодолеть. Вышедшая из-под обломков правящей партии ГДР, Партия демократического социализма вопреки всем прогнозам сумела выжить, выстоять перед единым фронтом всех партий, характеризовавших её как «тоталитарную» и «партию Штази».
Численно сжимаясь, терпя подчас неудачи, ПДС не только сорвала попытки её политической блокады, но сумела превратиться на Востоке страны в самую крупную по числу членов партию, ведущую за собой 20-30 % избирателей, представленную во всех земельных парламентах и особенно широко в местных органах власти, в том числе и в правительстве столицы ФРГ — Берлине.
Последние годы относительные успехи партии на выборах обеспечивали харизматический Грегор Гизи (Gregor Gysi), первый председатель партии, и прагматичный Лотар Биски (Lothar Bisky), её председатель в последние годы. Выдающуюся роль в становлении и выживании партии сыграл Грегор Гизи, восточноберлинский адвокат, ставший одной из самых ярких фигур политической сцены Германии. В 1989 году Гизи участвовал в преобразовании СЕПГ в Партию демократического социализма. Возглавив эту партию, он был избран в бундестаг. В 1998 Грегор Гизи покинул пост председателя партии, оставаясь в 1998—2000 лидером её парламентской фракции.
ПДС оставалась единственной из влиятельных восточногерманских организаций, не имевших в Западной Германии партии, в результате объединения с которой могла бы реально возникнуть группировка общегерманского масштаба. Именно по этой причине одной из главных задач партии являлось (наряду с укреплением электоральных связей в восточных землях) создание устойчивой социальной базы и разветвленной организационной сети на территории старых федеральных земель.
Однако распространение влияния ПДС на территорию Западной Германии и её стремление играть роль ядра политических сил, находящихся слева от социал-демократов в общегерманском масштабе, наталкивалось на значительные трудности. Главным образом, они были обусловлены различием политических культур ГДР и ФРГ, что накладывало свой отпечаток на взаимоотношения всех партий независимо от их идеологической ориентации. В отношении ПДС это проявлялось в следующем: «ПДС является партией ГДР. Её программная проблематика является проблематикой ГДР, которая не соответствует состоянию дискуссий левого движения в ФРГ. Многие её представления сформированы на опыте ГДР и питаются опытом её развития».
В целом же, по оценке самих лидеров ПДС, её попытки стать той политической силой, которая бы консолидировала группировки левой ориентации в общегерманском масштабе, оказались неудачными. На выборах 1990 г. ПДС вместо предполагаемого одного миллиона голосов получила в десять раз меньше. К концу 1991 г. в десяти земельных организациях Левого списка / ПДС в Западной Германии состояло лишь около 600 человек, и только половина из них были активными членами, участвуя в различного рода партийных мероприятиях. В силу этого ПДС являлась группировкой, действующей главным образом на территории новых федеральных земель, где её влияние оставалось достаточно велико. По численности она оставалась крупнейшей партией в общегерманском масштабе, уступая здесь лишь СДПГ и ХДС/ХСС.В 1991 г. количество её членов насчитывало 180 тыс. человек. Что касается социального состава ПДС, то его структура по сравнению с СЕПГ претерпела определенные изменения. Это стало результатом увеличения среди её членов процентной доли женщин (с 36 до 40 %), при общем падении их представительниц среди рабочих профессий, а также прироста представителей интеллигенции и служащих. Между тем для партии были характерны диспропорции в возрастной структуре, где доля лиц моложе 30 лет составила лишь 8,9 %, тогда как почти половина членов (46,7 %) имела пенсионный возраст. Профессиональный состав ПДС имел к началу 1990-х годов следующие пропорции: рабочие составляли в ней около 20 %, служащие — 17-18 %, интеллигенция — 22-24 %, сельские труженики — 1-2 %, занимающиеся ремеслами и промыслами — 0,5 %, студенты и школьники — 1,5 %, пенсионеры, домохозяйки — 37-39 %.
Крупнейший успех партии на выборах бундестага в 2005 г. связывается с появлением в списках бывшего председателя СДПГ Оскара Лафонтена, представителей новой партии «Труд и социальная справедливость — Избирательная альтернатива», а также ГКП.

## Организационная структура
ПДС состояла из земельных ассоциаций (landesverband) (до 1991 года — земельных организаций (landesorganisation)), земельные ассоциации из районных ассоциаций (kreisverband) (до 1991 года — районные организации (kreisorganisation)), крупные районные ассоциации могли делиться на местные ассоциации (ortsverband) (до 1991 года — местные организации (ortsorganisation)), до 1991 года районные организации делились на первичные организации (grundorganisation), которые могли быть трёх типов — по месту жительства (wohngebietsgruppe), по месту работы (betriebsgruppe), по месту учёбы (hochschulgruppe), несколько первичных организаций в отдельных случаях могли образовывать местную организацию.
Высший орган — федеральный съезд (Bundesparteitag) (до 1991 года — съезд (parteitag)), между федеральными съездами — партийный совет (Parteirat) (до 1991 года — партийная конференция (parteikonferenz)), между партийными советами — партийное правление (Parteivorstand), консультативный орган — совет старейшин (Aeltestenrat) высшее должностное лицо — партийный председатель (Parteivorsitzende), прочие должностные лица — заместители партийного председателя (stellvertretende Parteivorsitzende), федеральный казначей (Bundesschatzmeister), федеральный директор (Bundesgeschäftsführer), почётный председатель (Ehrenvorsitzende), высший контрольный орган — федеральная арбитражная комиссия (Bundesschiedskommission) (до 1991 года — центральная арбитражная комиссия (Zentrale schiedskommmission)), высший ревизионный орган — федеральная финансовая ревизионная комиссия (Bundesfinanzrevisionskommission) (до 1991 года — центральная ревизионная комиссия (Zentrale revisionskommission)).
Земельные ассоциации
Земельные ассоциации соответствовали землям.
Высший орган земельной ассоциации — земельный съезд (landesparteitag) (до 1991 года — земельная конференция (landesdelegiertenkonferenz)), между земельными съездами — земельный совет (landesrat), между земельными советами — земельное правление (landesvorstand), высшее должностное лицо — земельный председатель (landesvorsitzender), прочие должностные лица земельной ассоциации — заместители земельного председателя (stellvertretende landesvorsitzende), земельный директор (landesgeschäftsführer), земельный казначей (landesschatzmeister), высший контрольный орган — земельная арбитражная комиссия (landesschiedskommission), высший ревизионный орган — земельная финансовая ревизионная комиссия (landesfinanzrevisionskommission) (до 1991 года — земельная ревизионная комиссия (landesrevisionskommission)).
Районные ассоциации
Районные ассоциации соответствовали районам, внерайонным городам и округам земли Берлин.
Высший орган районной ассоциации — районное общее собрание (kreismitgliederbersammlung) в особо крупных районных ассоциациях — районный съезд (kreisparteitag) (до 1991 года — районная конференция (kreisdelegiertenkonferenz)), между общими собраниями — районное правление (kreisvorstand), высшее должностное лицо районной ассоциации — районный председатель (kreisvorsitzender), прочие должностные лица районной ассоциации — заместители районного председателя (stellvertretende kreisvorsitzende), районный директор (kreisgeschäftsführer) в особо крупных районных ассоциациях могли создавать контрольные органы — районные арбитражные комиссии (kreisschiedskommission) и районные финансовые ревизионные комиссии (kreisfinanzrevisionskommission) (до 1991 года — районные ревизионные комиссии (kreisrevisionskommision)).
Местные ассоциации
Местные ассоциации соответствовали городам, общинам, округам и частям мест земли Берлин.
Высший орган местной ассоциации — местное общее собрание (ortsmitgliederbersammlung), между местными общими собраниями — местное правление (ortsvorstand), высшее должностное лицо местной ассоциации — местный председатель (ortsvorstitzender), прочие должностные лица — заместители местного председателя (stellvertretender der ortsvorsitzender).
Рабочие сообщества
- Рабочее сообщество молодых товарищей (Arbeitsgemeinschaft Junge GenossInnen, AGJG)
- Рабочее сообщество женщин (AG der Frauen)
- Рабочее сообщество производственной и профсоюзной работы (AG Betriebs- und Gewerkschaftsarbeit)
- Рабочее сообщество пенсионеров (AG Seniorinnen)
- Рабочее сообщество христиан и христианок (AG Christinnen und Christen)
- Федеральное рабочее содружество лесбиянок, геев и трансексуалов (AG Lesben- Schwulen- und Trnsenpolitik)
- Рабочее сообщество антирасизма и иммигрантов (AG Antirassismus, Immigrantinnen- und Fluechtinpolitik)
- Рабочее сообщество по вопросам правоэкстремизма и антифашизма (AG Rexetrimismus und Antifaschismus)
- Рабочее сообщество инвалидов (AG Selbstbestimmte Behindertenpolitik)

Социалистическая молодёжь
Молодёжная организация ПДС — solid — Социалистическая молодёжь (’solid — die sozialistische Jugend). Состояла из земельных ассоциаций. Высший орган Социалистической молодёжи — федеральная конференция (Bundesdelegiertenkonferenz), между федеральными конференциями — федеральный спикерский совет (BundessprecherInnenrat), консультативный орган — совет земель (länderrat), высшее должностное лицо Социалистической молодёжи — федеральный спикер (BundessprecherIn), прочие должностные лица Социалистической молодёжи — заместители Федерального спикера (stellvertreterIn BundesschprecherIn), федеральный казначей (bundesschatzmeitserIn) и федеральный контролёр кассы (bundeskassenprueferIn), контрольный орган — федеральная арбитражная комиссия (Bundesschiedskommission).
Земельные ассоциации Социалистической молодёжи
Земельные ассоциации Социалистической молодёжи соответствовали землям.
Высший орган земельной ассоциации Социалистической молодёжи — земельное общее собрание (landesmitgliederversammlung), в особо крупных земельных ассоциациях — земельная конференция (landesdelefiertenkonferenz), между земельными общими собраниями — земельный спикерский совет (landessprecherInnenrat), высшее должностное лицо земельной ассоциации Социалистической молодёжи — земельный спикер (landessprecherIn), прочие должностные лица земельной ассоциации Социалистической молодёжи — заместители земельного спикера (stellvertreterIn landesschprecherIn), земельный казначей (landesschatzmeisterIn) и земельные контролёры кассы (landeskassenprueferIn), контрольный орган земельной ассоциации Социалистической молодёжи — земельная арбитражная комиссия (landesschiedskommission).
Районные ассоциации Социалистической молодёжи
Районные ассоциации Социалистической молодёжи соответствовали районам, внерайонным городам и округам земель Берлин и Гамбург. Районные ассоциации Социалистической молодёжи могли создаваться при наличие достаточного количества членов проживающих в районе или внерайонном городе.
Высший орган районной ассоциации Социалистической молодёжи — районное общее собрание (kreismitgliederversammlung), между районными общими собраниями — районное правление (kreissprecherInnenrat), высшее должностное лицо районной ассоциации Социалистической молодёжи — районный спикер (kreissprecherIn), прочие должностные лица — заместители районного спикера (stellvertreterIn kreisschprecherIn) и районный казначей (kreisschatzmeisterIn).
Женская организация
Женская организация ПДС была представлена системой женских собраний, состоящей из федерального женского собрания (bundesfrauenplenum) и земельных женских собраний (landesfrauenplenum), и системой женских советов, состоящей из федерального женского совета (bundesfrauenrat) и земельных женских советов (landesfrauenrat).
Прочие смежные организации
Научным центром при ПДС являлся Фонд Розы Люксембург. Официальная газета «Neues Deutschland». Резиденция — Дом Карла Либкнехта в Берлине.

## Результаты на германских выборах
- 1990 (Народная палата ГДР) 16,4 %, 66 мест из 400
- 1990 (бундестаг) 2,4 %, 17 мест из 662
- 1994 (бундестаг) 4,4 %, 30 мест из 671
- 1994 (Европарламент) 4,7 %, 0 мест из 99 германских
- 1998 (бундестаг) 5,1 %, 37 мест из 670
- 1999 (Европарламент) 5,8 %, 6 мест из 99 германских
- 2002 (бундестаг) 4,0 %, 2 места из 603
- 2004 (Европарламент) 6,1 %, 7 мест из 99 германских
- 2005 (бундестаг) 8,7 %, 54 места из 613